# Anthony Geary

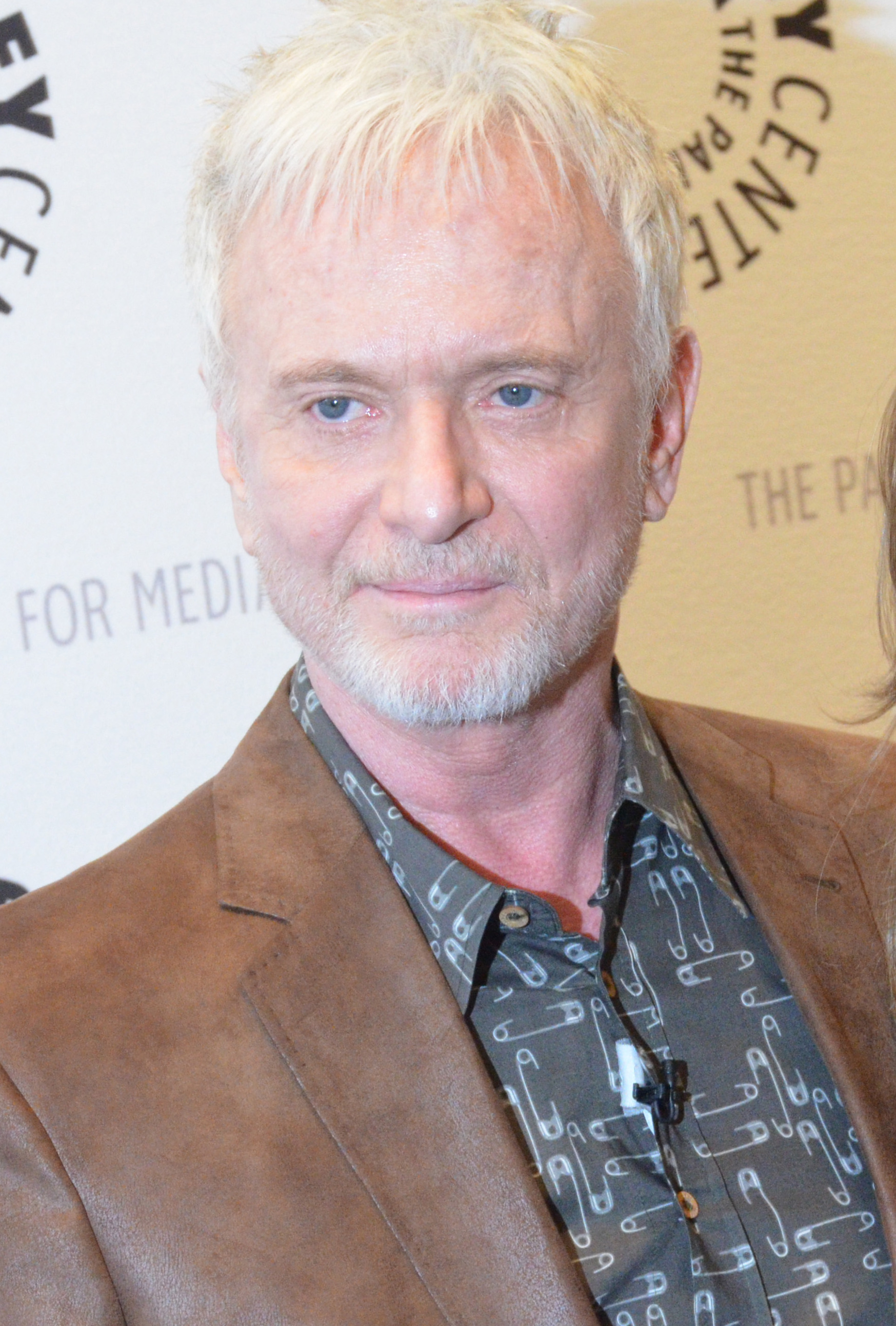
Anthony Geary (2013)

Anthony Geary (* 29. Mai 1947 in Coalville, Utah) ist ein US-amerikanischer Schauspieler.

## Karriere
Bereits als Schüler in Utah machte er auf sein Talent aufmerksam. Jack Albertson entdeckte den jungen Mann und verschaffte ihm seine erste Rolle. Geary ging schließlich ans Huntington Hartford Theater nach Los Angeles und spielte dort in über 50 Bühnenproduktionen. Er spielte auch neben Lynn Redgrave und Timothy Dalton den Octavius Caesar in einer Produktion von Shakespeares „Anthony and Cleopatra“. Außerdem spielte er als Gaststar in über 40 Fernsehserien mit.
Am bekanntesten wurde der Schauspieler allerdings durch seine Rolle in der US-Soap General Hospital, wo er von 1978 bis zu seinem Ausstieg die Figur des Luke Spencer darstellte. Die Figur war anfangs ein Auftragskiller und sollte nur wenige Wochen in der Sendung sein, doch wurde sie schließlich fest in die Serie aufgenommen und schließlich zu einem der beliebtesten Charaktere bei General Hospital. Für diese Rolle gewann er 1982, 1998, 1999, 2000, 2004, 2006, 2008, 2012 und 2015 den Daytime Emmy Award. 1980 und 1981 gewann er den Soap Opera Digest Award.

## Filmografie (Auswahl)
- 1971;1975: Dr. med. Marcus Welby (Marcus Welby, M.D., Fernsehserie, 2 Folgen)
- 1971: Johnny zieht in den Krieg (Johnny Got His Gun)
- 1972: Die Partridge Familie (The Partridge Family, Fernsehserie, eine Folge)
- 1972: Twen-Police (Fernsehserie, eine Folge)
- 1973: Mannix (Fernsehserie, eine Folge)
- 1973: Schatten der Leidenschaft (The Young and the Restless, Fernsehserie, 2 Folgen)
- 1974–1976: Die Straßen von San Francisco (The Streets of San Francisco, Fernsehserie, 4 Folgen)
- 1976: Bumpers Revier (The Blue Knight, Fernsehserie, eine Folge)
- 1976, 1977: Barnaby Jones (Fernsehserie, 3 Folgen)
- seit 1978: General Hospital (Fernsehserie)
- 1978: Abenteuer in Atlantis (The Return of Captain Nemo, Fernsehfilm)
- 1978: Der Sechs-Millionen-Dollar-Mann (The Six Million Dollar Man, Fernsehserie, eine Folge)
- 1978: Starsky & Hutch (Fernsehserie, eine Folge)
- 1985: Hotel (Fernsehserie, 2 Folgen)
- 1985: Destination Alcatraz (Kicks, Fernsehfilm)
- 1987: Das Chaoten-Team (Disorderlies)
- 1987: Perry Mason und die verheiratete Dirne (Perry Mason: The Case of the Murdered Madam, Fernsehfilm)
- 1988: Dangerous Love – Lust und Begierde (Dangerous Love)
- 1988: Faule Tricks und fromme Sprüche (Pass the Ammo)
- 1988: Kopflos durch die Nacht (It Takes Two)
- 1988: Man(n) hats nicht leicht (You Can’t Hurry Love)
- 1989;1990: Mord ist ihr Hobby (Murder, She Wrote, Fernsehserie, 2 Folgen)
- 1989: UHF – Sender mit beschränkter Hoffnung (UHF)
- 1989: Wer hat Angst vorm schwarzen Mann? (Do You Know the Muffin Man?, Fernsehfilm)
- 1990: Sunset Beat – Die Undercover-Cops (Sunset Beat, Fernsehserie, eine Folge)
- 1991: American Cocktail (Scorchers)
- 1991: Kickboxer USA – Die Nacht der Fighters (Night of the Warrior)
- 1994: Roseanne (Fernsehserie, eine Folge)
- 1995: Burkes Gesetz (Burke’s Law, Fernsehserie, eine Folge)
- 1998: Port Charles (Fernsehserie, eine Folge)
- 2005: Carpool Guy
- 2009: Fish Tank
- 2012: Alice and the Monster